# John Cazale
John Cazale (Revere, Massachusetts, 12 d'agost de 1935 − Nova York, 12 de març de 1978) va ser un actor de cinema i teatre estatunidenc. Nominat al Globus d'Or, la seva curta carrera inclou cinc pel·lícules molt reeixides com les dues primeres pel·lícules d'El padrí, totes aquestes van ser nominades com a millor pel·lícula en els Oscars (les altres tres són La conversa, Tarda negra i El caçador).
Des dels seus inicis com a actor de teatre, es va transformar en un dels actors secundaris favorits de Hollywood, començant amb El padrí de Coppola, en què interpreta Fredo, el feble germà Corleone. "Cazale va trencar cors amb personificacions d'homes volàtils, vulnerables i vacil·lants, incloent-hi el company de Pacino en el tràgic robatori en Tarda negra", va escriure David Germain d'Associated Press, que el descriu com un actor "l'intens rostre del qual és conegut per aquells seriosos fanàtics del cinema, però el seu nom sovint és oblidat". En la seva última pel·lícula, El caçador, Cazale va prendre la decisió de continuar actuant malgrat haver-se-li diagnosticat càncer de pulmó, i va morir poc després d'haver completat el seu paper. Tenia 42 anys.
Cazale va ser descrit com d'"un increïble intel·lecte, una persona extraordinària i un molt bon i dedicat artista" per Joseph Papp, productor del New York Shakespeare Festival. Un documental i tribut sobre Cazale, titulat I Knew It Was You, va ser projectat en el Festival de cinema de Sundance del 2009 i conté entrevistes a actors de la talla d'Al Pacino, Meryl Streep, Robert De Niro, Gene Hackman, Richard Dreyfuss, Francis Ford Coppola i Sidney Lumet, entre d'altres.

## Primers anys
Cazale, d'ascendència italiana, va néixer a Revere, Boston, fill de Cecilia i John Cazale. Va estudiar actuació en l'Oberlin College i en el Boston College, on es va graduar. Després es va traslladar a Nova York per treballar com a missatger per a una companyia petroliera, al mateix temps treballava com a actor en obres de Broadway i assistia a càstings per a projectes de cinema i televisió, època en la qual també va conèixer a Al Pacino, un altre aspirant a actor.
"Quan vaig veure per primera vegada John, em va resultar instantàniament molt interessant", recorda Pacino. "Tothom estava sempre al seu al voltant perquè tenia una manera molt agradable d'expressar-se". Mentre vivien junts en una casa comunal a Provincetown, Mass., Cazale i Pacino es van unir a una obra d'Israel Horovitz, The Indian Wants the Bronx, per la qual tots dos van aconseguir el premi Obie. Després, tornaria a guanyar el mateix premi pel seu paper protagonista en Line (també d'Horovitz), obra en què seria descobert pel director de càsting del Padrí, Fred Roos, que després el recomanaria a Francis Ford Coppola.
Cazale ha actuat en obres al costat de Robert De Niro i la seva parella en el moment de la seva mort, Meryl Streep, a qui va conèixer en l'obra Mesurada per mesura del 1976. Sobre aquest paper, Mel Gussow del The New York Times, va escriure: "El senyor Cazale, sovint en papers estrafolaris, o derrotats, com en El padrí, aquí demostra una més severa enteresa com el tranquil i imperiós Angelo, que avança, com un voltor, per dipositar virtut".

## Pel·lícules

### El padríiEl padríII
Va fer el seu debut en la pantalla gran, al costat del seu amic Al Pacino, encarnant l'emblemàtic Fredo Corleone en El padrí (1972) de Francis Ford Coppola. La pel·lícula va resultar un èxit de taquilla i va fer famós Cazale, Pacino, i diversos actors en aquest moment desconeguts, a més de ser nominat al Globus d'Or.
El 1974, va fer el mateix paper en El Padrí II. Bruce Fretts d'Entertainment Weekly, va escriure: "El cru i devastador gir de Cazale intensifica l'impacte dramàtic i emocional del clímax, en el qual Michael (Pacino) ordena la mort de Fredo." "John va poder obrir el seu cor, això va poder haver estat dolorós", diu Dominic Chianese, "aquest és un talent que pocs actors tenen".
Dotze anys després de la seva mort apareix en la seva sisena pel·lícula, El Padrí III (1990), utilitzant imatges d'arxiu. La tercera part del Padrí també va ser nominada com a millor pel·lícula. Això marca un assoliment únic aconseguit només per John Cazale: tots els llargmetratges en els quals va aparèixer van ser nominats com a millor pel·lícula en els premis Oscar.
El 1974, va coprotagonitzar al costat de Gene Hackman, La conversa, dirigida també per Coppola.

### Tarda negra
Cazale i Pacino van tornar a treballar junts, aquesta vegada en Tarda de gossos (1975) de Sidney Lumet. El guionista, Frank Pierson, va dir: "el repartiment va ser format amb molts actors, amb els quals Al Pacino havia treballat a Nova York, incloent-hi John Cazale, que era un amic proper i col·laborador en El padrí". Pel seu paper com a Sal, Cazale va rebre una nominació al Globus d'Or al millor actor secundari.
Sidney Lumet comenta: «En el guió, el paper de Cazale estava escrit per ser interpretat per un espavilat noi de carrer. Però Al es va apropar a mi i va dir: "Per favor, Sidney, t'ho prego, prova Cazale per al paper". I quan John va arribar jo estava molt desanimat, pensava "Al ha d'estar boig, aquest tipus sembla de trenta o trenta-dos, això és l'últim que vull per al paper". Però Al tenia gran gust per triar actors, i jo encara no l'havia vist en El padrí. I Cazale va arribar, i va interpretar el personatge, i em va trencar el cor...».
«Una de les coses que em va fascinar de John Cazale... va ser que hi havia una tremenda tristesa en ell. No sé d'on venia; no m'agrada envair la privadesa dels actors amb els quals treballo, o ficar-me dins dels seus assumptes. Però, Déu meu, aquesta tristesa estava allà, en cada presa d'ell. I no sols en aquesta pel·lícula, també en El padrí II.»
«Quan Al li pregunta durant una escena: "Hi ha algun país al qual vulguis anar?", Cazale va improvisar la seva resposta dient, després d'una profunda reflexió, "Wyoming". Para mi, aquesta va ser la més graciosa i trista frase de la pel·lícula, i la meva favorita, perquè en el guió se suposava que no contestaria. Jo gairebé arruïno la presa perquè vaig començar a riure a riallades... però aquesta va ser brillant, brillant improvisació.»
Al Pacino va comentar: «És genial treballar amb John perquè té una forma d'involucrar-se, en tot, en els personatges. Fa moltes preguntes, va estar simplement brillant. Va ser dur vendre Johnny, però una vegada que Sidney el va veure fer el seu personatge, i treballar al costat meu, va resultar genial.»

### El caçador
A pesar que se li diagnostiqués càncer de pulmó, Cazale va continuar treballant; la seva última aparició va ser al costat de la seva parella aleshores, Meryl Streep, en The Deer Hunter: "No he vist gairebé ningú tan devot a algú que està morint com Meryl", va dir Pacino, "veure-la en aquest acte d'amor per aquest home va ser inconsolable".
El director Michael Cimino "va canviar les dates de rodatge", va escriure Andy Dougan, "amb el consentiment de Cazale i Streep, així que va poder filmar totes les seves escenes primer". Va completar totes les seves escenes, però va morir poc després, el 12 de març del 1978, abans que la pel·lícula estigués acabada. Va ser enterrat en el cementiri de Holy Cross, a Malden, Massachusetts.
A tall d'anècdota, cal esmentar que l'equip del film sabia de la malaltia de Cazale, cosa que els incomodava, professionalment parlant, per si el fatal desenllaç tenia lloc abans d'haver rodat totes les seves escenes, ja que canviar d'actor sobre la marxa costaria moltíssims diners. Segons el documental I Knew It Was You, va ser l'actor Robert De Niro qui va convèncer l'equip tècnic de la seva participació, pagant ell els contratemps si el fatal desenllaç importunava el desenvolupament de la pel·lícula, cosa que finalment no va ocórrer.

## Llegat
Cazale va ser per a molts una persona amable i gentil més enllà de la pantalla, descrit pels més propers a ell com a "sovint tímid" i "molt sensible emocionalment". El seu bon amic i freqüent company, Al Pacino, va col·laborar en tres llargmetratges i diverses produccions teatrals. Encara que mai va rebre una nominació a l'Oscar, va escriure Bruce Fretts, ell "va ser la personificació de l'aforisme actuar i reaccionar, proporcionant el contrapès perfecte als seus recurrents companys, els més volàtils emocionalment Al Pacino i Robert De Niro". Pacino va comentar una vegada: "Tot el que jo volia fer era treballar amb John per la resta de la meva vida. Ell era el meu company d'actuació".
Dotze anys després de la seva mort, va aparèixer en una sisena pel·lícula, El Padrí III (1990), utilitzant imatges d'arxiu. El Padrí III també va ser nominada com a millor pel·lícula. Això marca un assoliment únic aconseguit per Cazale: cada llargmetratge en el qual va aparèixer va ser nominat com a millor pel·lícula en els premis Oscar. Més recentment, la seva imatge va ser usada per al videojoc The Godfather: The Game com el seu personatge, Fredo. Hi ha un teatre que porta el seu nom, el McGinn/Cazale Theatre (actualment inhabilitat per la companyia Second Stage Theatre), situat al 2162 Broadway, al carrer 76, sobre el Teatre Promenade, al quart pis. Es va citar Cazale per la seva "actuació distingida" pels premis Off-Broadway Obie en la temporada 1967-68, per la seva actuació en l'obra The Indian Wants the Bronx d'Israel Horovitz.
La seva vida i carrera va ser plasmada en el documental I Knew It Was You (Descobrint John Cazale), que va ser presentat en el Festival de cinema de Sundance del 2009, i ha estat transmès per HBO a Llatinoamèrica i Canal+ a Espanya.

## Filmografia
John Cazale va aparèixer en cinc pel·lícules, i en una després de la seva mort, usant metratge prèviament arxivat. Les sis pel·lícules van ser nominades com a millor pel·lícula en els Oscars, un rècord que sembla molt difícil d'igualar. Tres d'aquestes pel·lícules es van emportar el premi: El padrí, El padrí II i The Deer Hunter.
| Estrena                | Pel·lícula                             | Paper              | Notes                                                                      |
| ---------------------- | -------------------------------------- | ------------------ | -------------------------------------------------------------------------- |
| 15 de març de 1972     | El padrí (The Godfather)               | Fredo Corleone     |                                                                            |
| 7 d'abril de 1974      | La conversa (The Conversation)         | Stan               |                                                                            |
| 12 de desembre de 1974 | El padrí II (The Godfather: Part II)   | Fredo Corleone     |                                                                            |
| 21 de setembre de 1975 | Tarda negra (Dog Day Afternoon)        | Salvatore Naturile | Nominació − Globus d'Or al millor actor secundari                          |
| 8 de desembre de 1978  | El caçador (The Deer Hunter)           | Stanley "Stosh"    |                                                                            |
| 25 de desembre de 1990 | El padrí III (The Godfather: Part III) | Fredo Corleone     | Les seves escenes van ser agregades utilitzant metratge prèviament arxivat |